# Пројективни тестови
Пројективни тестови су врста тестова личности који на заобилазан, недиректан начин дијагностикују дубинске особине личности, стандардном серијом вишесмислених задатака. Основна хипотеза је да испитаник, у одговору на дифузне дражи, несвесно уноси своје личне ставове, вредности, мотиве и комплексе. Неки од најпознатијих пројективних тестова су: Роршахов тест, Маховер тест цртежа људске фигуре, Тест недовршених реченица, Тест тематске аперцепције и Розенцвајгов тест.